# Salmon River (Kobuk River)
Der Salmon River ist ein rund 122 Kilometer langer rechter Nebenfluss des Kobuk Rivers im Northwest Arctic Borough im Nordwesten des US-Bundesstaats Alaska. Er ist einer von acht Flüssen dieses Namens in Alaska.

## Verlauf
Der Salmon River hat seinen Ursprung in einem 820 m hoch gelegenen Bergsee an der Nordostflanke des 1411 m hohen Mount Angayukaqsraq in den Baird Mountains, einem Gebirgszug der Brookskette. Er fließt anfangs in einem Linksbogen und verlässt schließlich das Gebirge in südlicher Richtung. Der Salmon River mündet schließlich auf einer Höhe von etwa 10 m in den nach Westen strömenden Kobuk River. Etwa 5–10 km weiter östlich vom Unterlauf des Salmon River verläuft der Tutuksuk River, ein weiterer Nebenfluss des Kobuk River.

## Ökologie
Der Salmon fließt innerhalb des Kobuk-Valley-Nationalparks und wurde 1980 durch den Alaska National Interest Lands Conservation Act als National Wild and Scenic River unter der Verwaltung des National Park Service ausgewiesen. Im Fluss können Arktische Äsche (grayling), Ketalachs (chum) und Buckellachs (pink salmon) gefangen werden. Der Oberlauf des Flusses verläuft in der arktischen Tundra, der Unterlauf in einer mit borealem Wald bewachsenen Niederung.